# Пенка (приток Вохтомы)
Пенка — река в России, протекает в Парфеньевском районе Костромской области. Устье реки находится в 52 км по левому берегу реки Вохтома. Длина реки составляет 11 км. 
Пенка берёт начало около деревни Шостино в 11 км к северо-востоку от деревни Савино, центра Савинского сельского поселения. Течёт на юго-запад по лесному массиву, крупных притоков и населённых пунктов на берегах нет. Впадает в Вохтому к северу от деревни Маслово.

## Данные водного реестра
По данным государственного водного реестра России относится к Верхневолжскому бассейновому округу, водохозяйственный участок реки — Унжа от истока и до устья, речной подбассейн реки — Бассей притоков Волги ниже Рыбинского водохранилища до впадения Оки. Речной бассейн реки — (Верхняя) Волга до Куйбышевского водохранилища (без бассейна Оки).
По данным геоинформационной системы водохозяйственного районирования территории РФ, подготовленной Федеральным агентством водных ресурсов:
- Код водного объекта в государственном водном реестре — 08010300312110000016256
- Код по гидрологической изученности (ГИ) — 110001625
- Код бассейна — 08.01.03.003
- Номер тома по ГИ — 10
- Выпуск по ГИ — 0